# Сакураи, Такао
Такао Сакураи (яп. 桜井 孝雄 Сакураи Такао, 25 сентября 1941, Савара (в настоящее время Катори), префектура Тиба — 10 января 2012, Токио) — японский боксёр, чемпион Олимпийских игр в Токио (1964).

## Спортивная карьера
Начал заниматься боксом в школе в тайне от родителей, в 1963 году стал победителем первенства Всеяпонской ассоциации любительского бокса. Через год на «домашней» Олимпиаде в Токио выиграл золотую медаль в легчайшем весе. Первый в Азии олимпийский чемпион по боксу. Завершил любительскую карьеру с результатом 138 побед при 13 поражениях.
На профессиональном ринге боксёр дебютировал в 1965 году и выиграл 22 поединка подряд. Однако он так и не изменил своей осторожной тактике ведения боя в пользу более зрелищной, агрессивной, характерной для боксёров-профессионалов. В июле 1968 года проиграл чемпионский бой австралийцу Лайонелу Роузу. Из 32 профессиональных боёв в четырёх он одержал победу нокаутом. 
Закончив выступления на ринге в 1970 году, спортсмен основал в Токио собственный боксёрский клуб One Two Sports Club, работал в нём тренером. Его старший сын пошёл по стопам отца, выиграв национальный чемпионат в полулёгком весе.